# Фулоњ
Фулоњ (фр. Foulognes) насеље је и општина у северној Француској у региону Доња Нормандија, у департману Калвадос која припада префектури Баје.
По подацима из 2011. године у општини је живело 203 становника, а густина насељености је износила 31,57 становника/km². Општина се простире на површини од 6,43 km². Налази се на средњој надморској висини од 150 метара (максималној 176 m, а минималној 95 m).

## Демографија
| 1962. | 1968. | 1975. | 1982. | 1990. | 1999. | 2011. |
| ----- | ----- | ----- | ----- | ----- | ----- | ----- |
| 237   | 250   | 209   | 167   | 183   | 177   | 203   |

График промене броја становника у току последњих година